# Arturo Barea
Arturo Barea Ogazón, né le 20 septembre 1897 à Badajoz (Espagne) et mort le 24 décembre 1957 à Faringdon (Royaume-Uni), est un écrivain espagnol qui est connu principalement pour sa trilogie autobiographique, La Forge, qui a pour thème la Guerre civile espagnole.

## Œuvres

### En français
- La Forge, Gallimard, 1948
- La Route, Gallimard, 1948

### En espagnol
- Valor y miedo, 1938 (nouvelles sur la Guerre civile).
- La forja de un rebelde, 1941-1944. I. La forja. II. La ruta. III. La llama. Première édition en espagnol à Buenos Aires chez l'éditeur Losada, 1951
- Lorca, el poeta y su pueblo, 1944.
- Unamuno, 1955 (essai).
- La raíz rota, 1952.
- El centro de la pista, 1960 (nouvelles).